# The Today Show
The Today Show är världens första TV-morgonprogram på TV och fortfarande det i särklass mest sedda i USA. Programmet sändes första gången den 14 januari 1952 och visas på det nationella tv-nätverket NBC. Sändningstiderna är måndag - fredag 07.00-11.00 ET med anpassningar till lokal tid i respektive tidszon. The Today Show finns även i en helgversion, sändningstiden för den varierar på NBC:s lokala stationer. Savannah Guthrie och Hoda Kotb är fasta programledare på daglig basis tillsammans med vädermannen Al Roker, nyhetsankaret Natalie Morales, och Carson Daly som tar hand om sociala medier. Programmets tredje timme leds av Roker, Morales, Willie Geist och Tamron Hall medan Hoda Kotb och Kathie Lee Gifford leder den fjärde timmen.

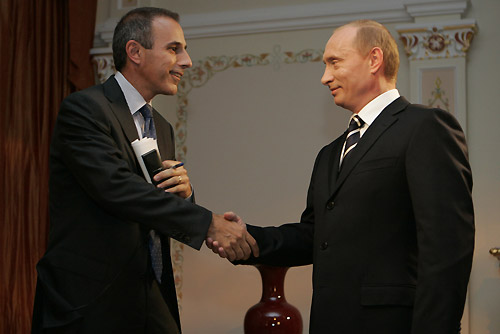
Lauer med president Vladimir Putin före det 32:a G8-mötet i Sankt Petersburg, 2006.

## Studior mot gatan
Sändningarna av Today Show sker i två våningar från lokaler i skyltfönster på adressen 30 Rockefeller Plaza (30 Rock) vid Rockefeller Center i Midtown på Manhattan i centrala New York, där NBC har sitt huvudkontor och nyhetsredaktion samt flera studior i bottenvåningarna och källarplanen. Varje morgon samlas tusentals nyfikna åskådare bakom Today Shows avspärrningar på Rockefeller Plaza i hopp om att få se programledaren på riktigt. Publiken viftar med hemmagjorda skyltar med budskap till vänner och familj på hemorten. Ofta går någon eller några av programledarna, ofta vädermannen Al Roker, ut på torget under sändning. Ibland blir även publiken intervjuad eller får möjlighet att ställa frågor till gästerna i programmet i direktsändning.

## Kopior världen över
Today Shows koncept har kopierats av hundratals tv-bolag världen över. I egenskap av världens första morgonprogram har "Today" blivit stilbildande på många sätt. Formen för Today Show har utvecklats till en standard för många morgonprogram världen över. Konkurrenten ABC skapade sin motsvarighet Good Morning America på 60-talet och CBS har ett morgonprogram med namnet The Early Show. Båda två ligger fortfarande efter Today Show i tittarmätningarna. I andra länder som Storbritannien finns BBC:s BBC Breakfast och ITV;s GMTV som följer Today Shows mall. I Kanada visas programmet Canada AM på CTV. I Sverige har TV4 respektive SVT gjort egna versioner av konceptet i form av programmen Nyhetsmorgon och Gomorron Sverige. De svenska versionerna är dock betydligt mer strikta, opersonliga och formella till tonen än det amerikanska originalet.

## Programledare
Fram till sommaren 2006 var Katie Couric och Matt Lauer programledare. Couric hade då lett det legendariska morgonprogrammet under 15 år med stor framgång. The Today Show hade återigen tagit ledningen som USA:s mest sedda morgonprogram. Couric lämnade dock NBC i maj 2006 för att gå till konkurrenten CBS kvällsnyheter, CBS Evening News. Katie Couric blev där den första kvinnan som ensamt leder ett av de stora nätverkens nyhetsprogram. Matt Lauer fortsatt som den manliga programledaren för The Today Show med den nya kollegan, Meredith Vieira, vid sin sida, men Lauer avskedades efter att en kollega anmälde honom för sexuellt ofredande. Han ersattes av Hoda Kotb, vilket gjorde att programmet för första gången har två kvinnliga programledare. Meredith Vieira kommer närmast från konkurrenten ABC:s dagliga talkshow The View som sänds under dagtid.

### Programledare i åratal
- Dave Garroway (1952–1961)
- John Chancellor (1961–1962)
- Hugh Downs och Barbara Walters (1964–1971)
- Frank McGee och Walters (1971–1974)
- Jim Hartz och Walters (1974–1976)
- Tom Brokaw och Jane Pauley (1976–1981)
- Bryant Gumbel, Pauley, och Chris Wallace (1982)
- Gumbel och Pauley (1982–1989)
- Gumbel och Deborah Norville (1990)
- Gumbel, Norville, och Joe Garagiola (1990–1991)
- Gumbel, Katie Couric, och Garagiola (1991–1992)
- Gumbel och Couric (1992–1997)
- Couric och Matt Lauer (1997–2006)
- Lauer och olika vikarier under juni, juli och september 2006
- Lauer och Meredith Vieira (2006–2011)
- Lauer och Anne Curry (2011–2012)
- Lauer och Savannah Guthrie (2012–2017)
- Savannah Guthrie och Hoda Kotb (2017-)[15]

## Tillgänglighet i Sverige
Nätverket NBC är officiellt inte tillgängligt i Sverige och Europa. The Today Show och flera andra av nyhetsprogrammen från NBC streamas på nätet via den officiella hemsidan. Den första timmen av Today Show är tillgänglig som video podcast via svenska iTunes. Podcasten går även att ladda ner från programmets webbplats.
Satellitkanalen Orbit News sänder dagligen ett par timmar av NBC News nyhetsutbud, däribland The Today Show men inga svenska kabeloperatörer rättigheter att distribuera Orbit News i dagsläget. Orbit News sänder till Sverige och Europa via satelliten Atlantic Bird 2 på 8.0° väst. I Sverige räcker det med en 60 cm stor parabol för att ta emot kanalen. Till Mellanöstern och Europa sänder kanalen från Eurobird 2 på 25.8° öst men för att ta emot sändningar från den satelliten i Sverige krävs en parabol på mellan 1 och 2 meter.
Under åren 1989 till 1993 sände kanalen Sky News den första timmen av Today Show till tittare i Storbritannien och resten av Europa.